# لوكاس جوهانس ماير
لوكاس جوهانس ماير هو سياسي جنوب أفريقي، ولد في 19 نوفمبر 1846 في مستعمرة كيب في جمهورية هولندا، وتوفي في 1902.